# فويسيتش كرزانوفسكي
فويسيتش كرزانوفسكي (1793-1861) جنرال بولندي شارك في حملة نابليون على روسيا و معارك لايبزيغ و باريس و واترلو. بعد هزيمة نابليون النهائية خدم في الجيش الوطني لبولندا تحت إمرة هانس كارل فون ديبيتش في تركيا 1828-1829.
ولد كرزانوفسكي في 14 يناير 1793 في بيسكوبيس. أصبح حاكم وارسو عام 1831. اشتبه بعدم جدارته من قبل الروس و نبذه الكثير من الناس. اختاره الملك تشارلز ألبرت ملك سردينيا ليقود قوات المملكة عام 1849. اتهم و جيرولامو رامورينو بالغدر و أعدم رامورينو. عاش كرزانوفسكي لبعض الوقت في لويزيانا و لكنه توفي في باريس (26 فبراير/ شباط 1861). كما نشر عدة أعمال بالبولندية.

## المطبوعات
- Chesney, Russo-Turkish Campaigns of 1828-29)